# Provincia de Pontevedra
La provincia de Pontevedra es una provincia de la comunidad autónoma de Galicia, que forma parte de España. Limita con las provincias españolas de La Coruña al norte, Lugo al nordeste y Orense al este, con el distrito portugués de Viana do Castelo al sur y con el océano Atlántico al oeste. Su capital es la ciudad de Pontevedra.
Según el censo de 2024 (INE), su población era de 947 869 habitantes, repartidos en 61 municipios. Vigo es el municipio más poblado de la provincia, con 292 374 habitantes, y Pontevedra, la capital, cuenta con 83 077. Otros municipios relevantes debido a su población son Marín, Sangenjo, Villagarcía de Arosa, Poyo, Redondela, Cangas, Puenteareas, La Estrada, Lalín, Moaña o Tuy.
En esta provincia se encuentra el parque nacional de las Islas Atlánticas de Galicia, que comprende las islas de Cíes en la Ría de Vigo, Ons en la ría de Pontevedra y Cortegada en la ría de Arosa.
Existe una institución pública provincial que es la Diputación Provincial de Pontevedra con su sede provincial en Pontevedra y una sede local en Vigo, que presta servicios directos a los ciudadanos y proporciona apoyo técnico, económico y tecnológico a los ayuntamientos de la provincia.

## Geografía
La provincia está situada al suroeste de la comunidad autónoma de Galicia. Limita con las provincias de La Coruña, Lugo y Orense, además de con Portugal en su frontera meridional. También limita con el océano Atlántico.

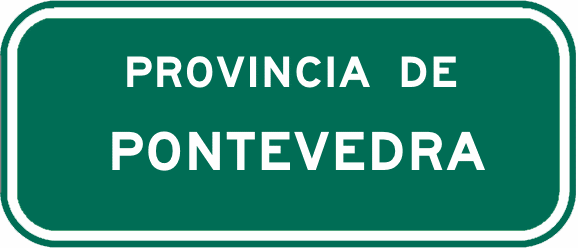
Indicador de la provincia en carreteras

La provincia de Pontevedra es una de las provincias españolas con menor extensión, con 4495 km².
| Noroeste: Océano Atlántico | Norte: La Coruña | Noreste: Lugo     |
| Oeste: Océano Atlántico    |                  | Este: Orense      |
| Suroeste: Océano Atlántico | Sur: Portugal    | Sureste: Portugal |

### Clima
Pontevedra es una provincia poseedora de un clima oceánico litoral, con una media de temperaturas suaves todo el año y precipitaciones abundantes: Las temperaturas máximas se dan en verano y las mínimas en invierno. No suele haber nevadas ni heladas.
| Parámetros climáticos promedio de Pontevedra (419 m s. n. m.) | Parámetros climáticos promedio de Pontevedra (419 m s. n. m.) | Parámetros climáticos promedio de Pontevedra (419 m s. n. m.) | Parámetros climáticos promedio de Pontevedra (419 m s. n. m.) | Parámetros climáticos promedio de Pontevedra (419 m s. n. m.) | Parámetros climáticos promedio de Pontevedra (419 m s. n. m.) | Parámetros climáticos promedio de Pontevedra (419 m s. n. m.) | Parámetros climáticos promedio de Pontevedra (419 m s. n. m.) | Parámetros climáticos promedio de Pontevedra (419 m s. n. m.) | Parámetros climáticos promedio de Pontevedra (419 m s. n. m.) | Parámetros climáticos promedio de Pontevedra (419 m s. n. m.) | Parámetros climáticos promedio de Pontevedra (419 m s. n. m.) | Parámetros climáticos promedio de Pontevedra (419 m s. n. m.) | Parámetros climáticos promedio de Pontevedra (419 m s. n. m.) |
| Mes                                                           | Ene.                                                          | Feb.                                                          | Mar.                                                          | Abr.                                                          | May.                                                          | Jun.                                                          | Jul.                                                          | Ago.                                                          | Sep.                                                          | Oct.                                                          | Nov.                                                          | Dic.                                                          | Anual                                                         |
| ------------------------------------------------------------- | ------------------------------------------------------------- | ------------------------------------------------------------- | ------------------------------------------------------------- | ------------------------------------------------------------- | ------------------------------------------------------------- | ------------------------------------------------------------- | ------------------------------------------------------------- | ------------------------------------------------------------- | ------------------------------------------------------------- | ------------------------------------------------------------- | ------------------------------------------------------------- | ------------------------------------------------------------- | ------------------------------------------------------------- |
| Temp. media (°C)                                              | 9.5                                                           | 10.6                                                          | 12.3                                                          | 13.5                                                          | 15.9                                                          | 18.9                                                          | 20.5                                                          | 20.5                                                          | 19.2                                                          | 15.9                                                          | 12.5                                                          | 11                                                            | 15.                                                           |
| [cita requerida]                                              |                                                               |                                                               |                                                               |                                                               |                                                               |                                                               |                                                               |                                                               |                                                               |                                                               |                                                               |                                                               |                                                               |

| Parámetros climáticos promedio de Vigo (419 m s. n. m.) | Parámetros climáticos promedio de Vigo (419 m s. n. m.) | Parámetros climáticos promedio de Vigo (419 m s. n. m.) | Parámetros climáticos promedio de Vigo (419 m s. n. m.) | Parámetros climáticos promedio de Vigo (419 m s. n. m.) | Parámetros climáticos promedio de Vigo (419 m s. n. m.) | Parámetros climáticos promedio de Vigo (419 m s. n. m.) | Parámetros climáticos promedio de Vigo (419 m s. n. m.) | Parámetros climáticos promedio de Vigo (419 m s. n. m.) | Parámetros climáticos promedio de Vigo (419 m s. n. m.) | Parámetros climáticos promedio de Vigo (419 m s. n. m.) | Parámetros climáticos promedio de Vigo (419 m s. n. m.) | Parámetros climáticos promedio de Vigo (419 m s. n. m.) | Parámetros climáticos promedio de Vigo (419 m s. n. m.) |
| Mes                                                     | Ene.                                                    | Feb.                                                    | Mar.                                                    | Abr.                                                    | May.                                                    | Jun.                                                    | Jul.                                                    | Ago.                                                    | Sep.                                                    | Oct.                                                    | Nov.                                                    | Dic.                                                    | Anual                                                   |
| ------------------------------------------------------- | ------------------------------------------------------- | ------------------------------------------------------- | ------------------------------------------------------- | ------------------------------------------------------- | ------------------------------------------------------- | ------------------------------------------------------- | ------------------------------------------------------- | ------------------------------------------------------- | ------------------------------------------------------- | ------------------------------------------------------- | ------------------------------------------------------- | ------------------------------------------------------- | ------------------------------------------------------- |
| Temp. media (°C)                                        | 9.5                                                     | 10.5                                                    | 12.5                                                    | 13.5                                                    | 16                                                      | 19                                                      | 20.5                                                    | 20.5                                                    | 19.5                                                    | 16                                                      | 12.5                                                    | 11                                                      | 15.1                                                    |
| [cita requerida]                                        |                                                         |                                                         |                                                         |                                                         |                                                         |                                                         |                                                         |                                                         |                                                         |                                                         |                                                         |                                                         |                                                         |

## Comarcas

Municipios de la provincia de Pontevedra distribuidos por comarcas

|  | - Comarca del Bajo Miño - Comarca de Caldas - Comarca del Condado - Comarca del Deza - Comarca del Morrazo - Comarca de Paradanta - Comarca de Pontevedra - Comarca del Salnés - Comarca de Tabeirós - Tierra de Montes - Comarca de Vigo |

## Símbolos
El escudo de Pontevedra tiene de fondo azur y en él se sitúa un puente de tres arcos de oro sobre ondas de azur y plata, surmontado en el centro, una cruz de calvario de oro a la diestra un castillo almenado de oro y aclarado de gules y en la siniestra, una torre almenada de oro.

## Administración y política

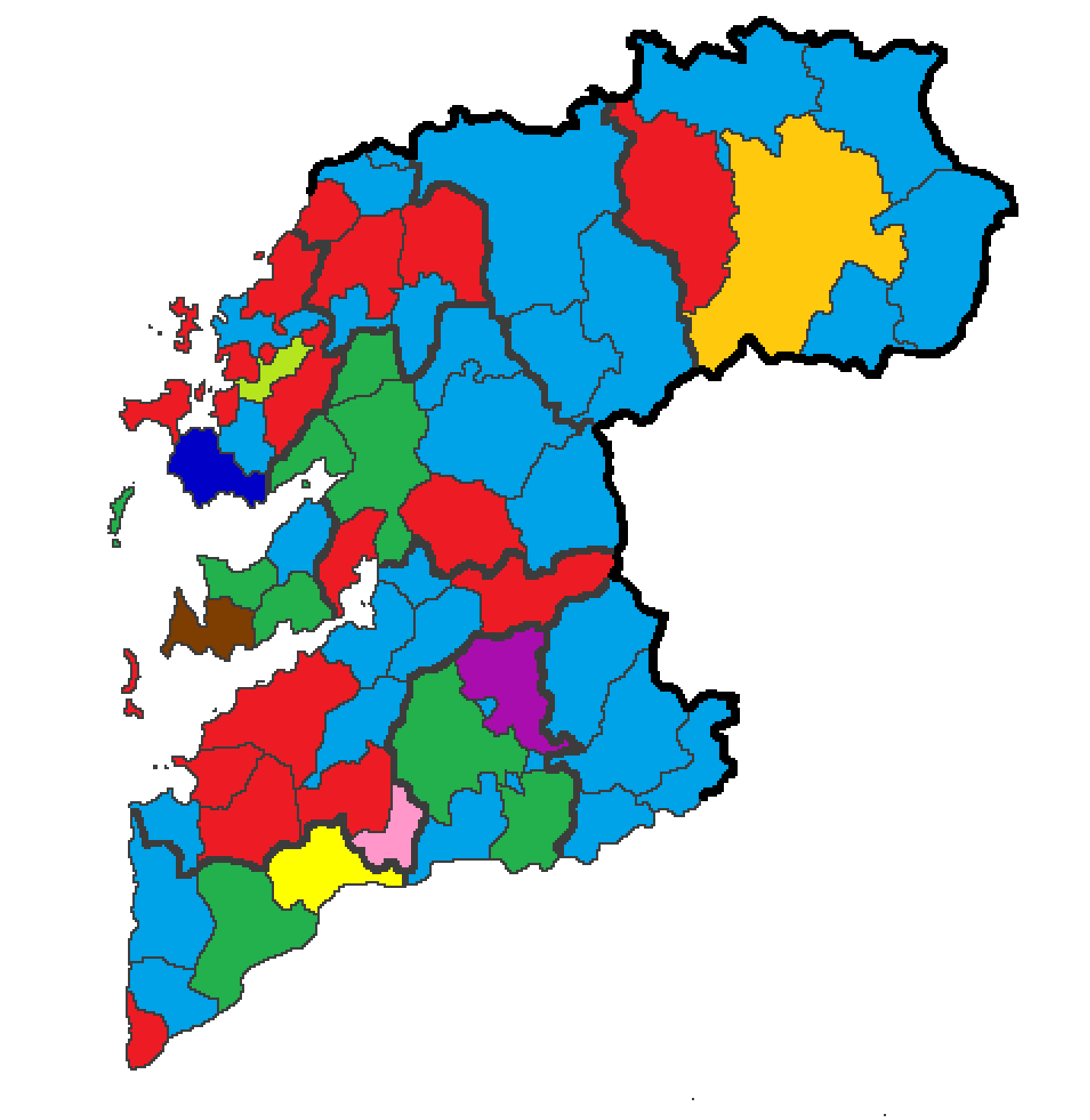
Alcaldes por partido (2015)

|  | Partidos políticos con alcaldías: - PSdeG - PPdeG - BNG - En Marea - CxG - Converxencia 21 - Sanxenxo Agrupación Liberal - Independientes Ribadumia - Alternativa Canguesa de Esquerdas - Movemento Salceda |

## Demografía
La provincia de Pontevedra cuenta con 947 869 habitantes, siendo la decimosexta provincia más poblada de España. La mayor parte de la población se concentra en las costas de las tres grandes rías que forman parte de ella (Arosa, Pontevedra y Vigo). Pontevedra tiene una densidad de población de 210,87 hab/km², superior a la media del país. La población de la provincia ha ido aumentando progresivamente hasta 2011, cuando alcanza su máximo en 963 511 habitantes. Desde entonces la población ha ido decreciendo de forma suave.
La provincia de Pontevedra es en la que menor macrocefalia urbana existe en torno a su capital, concentrando tan sólo un 8,79 % de la población en ella, siendo Vigo la ciudad más poblada y el motor económico de la provincia con el 31,18 % de la población. 
| Gráfica de evolución demográfica de la provincia de Pontevedra entre 1842 y 2021 |
| |
| Población de derecho (1842-1897, excepto 1857 y 1860 que es población de hecho) según los censos de población del siglo XIX. Población de derecho (1900-1991) o población residente (2001 y 2011) según los censos de población del INE. Población según el padrón municipal de 2019 del INE. |

| Posición | Municipio            | Población |
| -------- | -------------------- | --------- |
| 1.ª      | Vigo                 | 293 652   |
| 2.ª      | Pontevedra           | 83 077    |
| 3.ª      | Villagarcía de Arosa | 37 689    |
| 4.ª      | Redondela            | 28 937    |
| 5.ª      | Cangas               | 26 807    |
| 6.ª      | Marín                | 24 197    |
| 7.ª      | Puenteareas          | 23 154    |
| 8.ª      | Porriño              | 20 562    |
| 9.ª      | Lalín                | 20 282    |
| 10.ª     | La Estrada           | 20 081    |
| 11.ª     | Moaña                | 19 315    |
| 12.ª     | Nigrán               | 18 045    |
| 13.ª     | Sangenjo             | 17 854    |
| 14.ª     | Tuy                  | 17 327    |
| 15.ª     | Poyo                 | 17 297    |

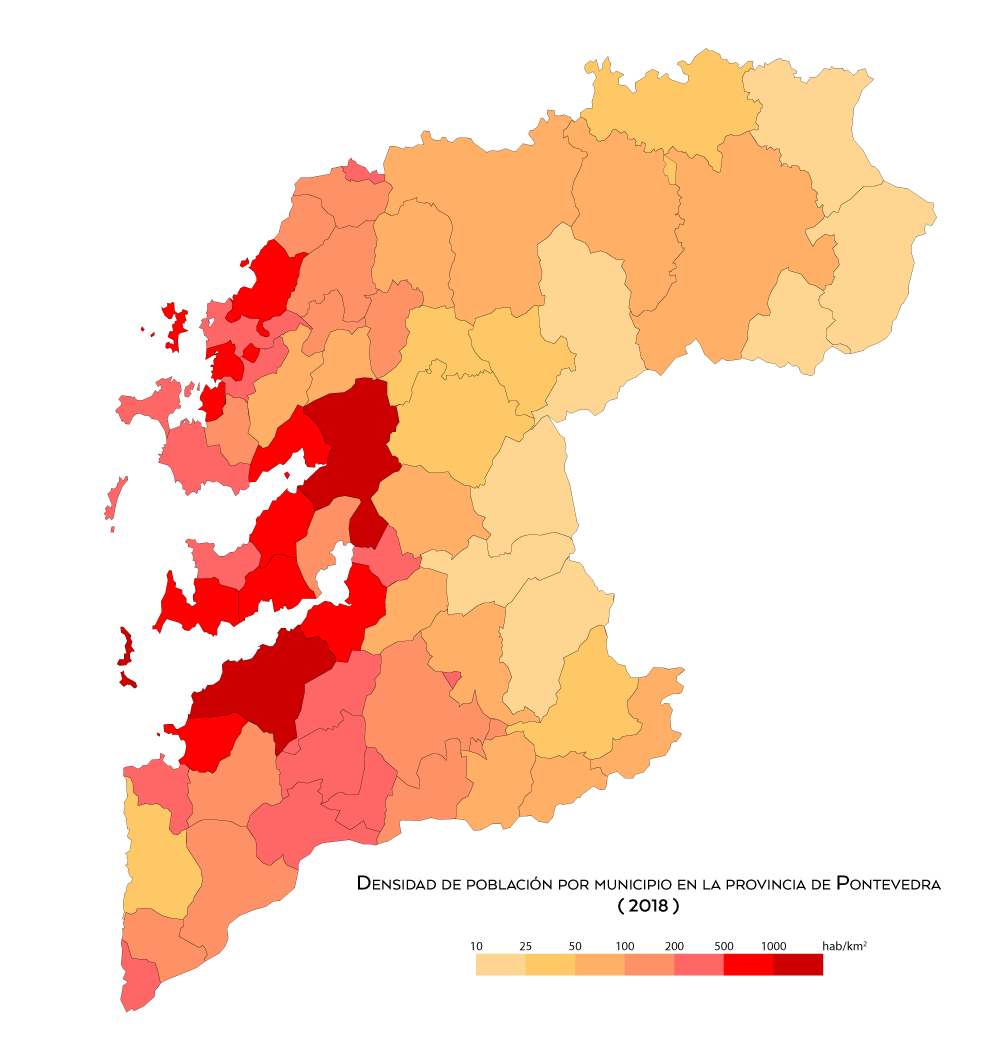
Densidad de población (2018)
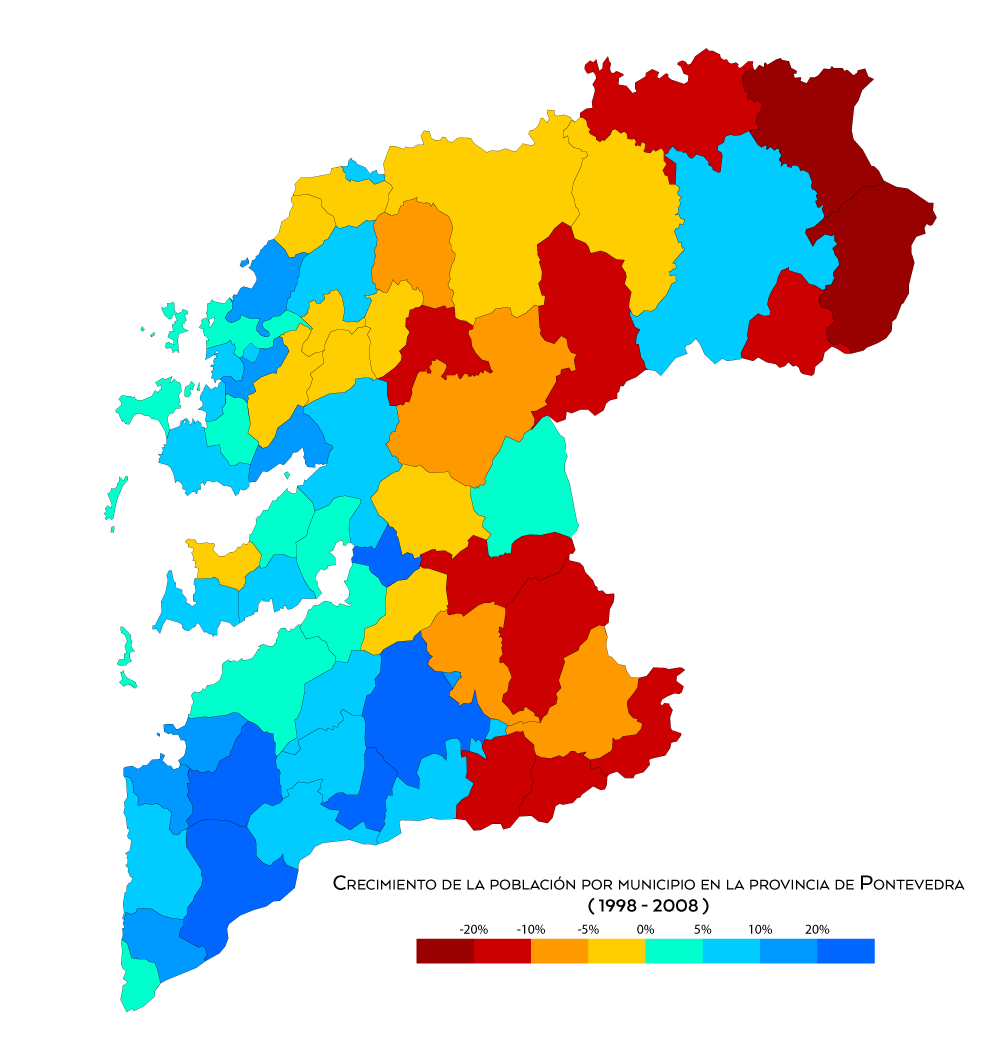
Crecimiento de la población entre 1998 y 2008
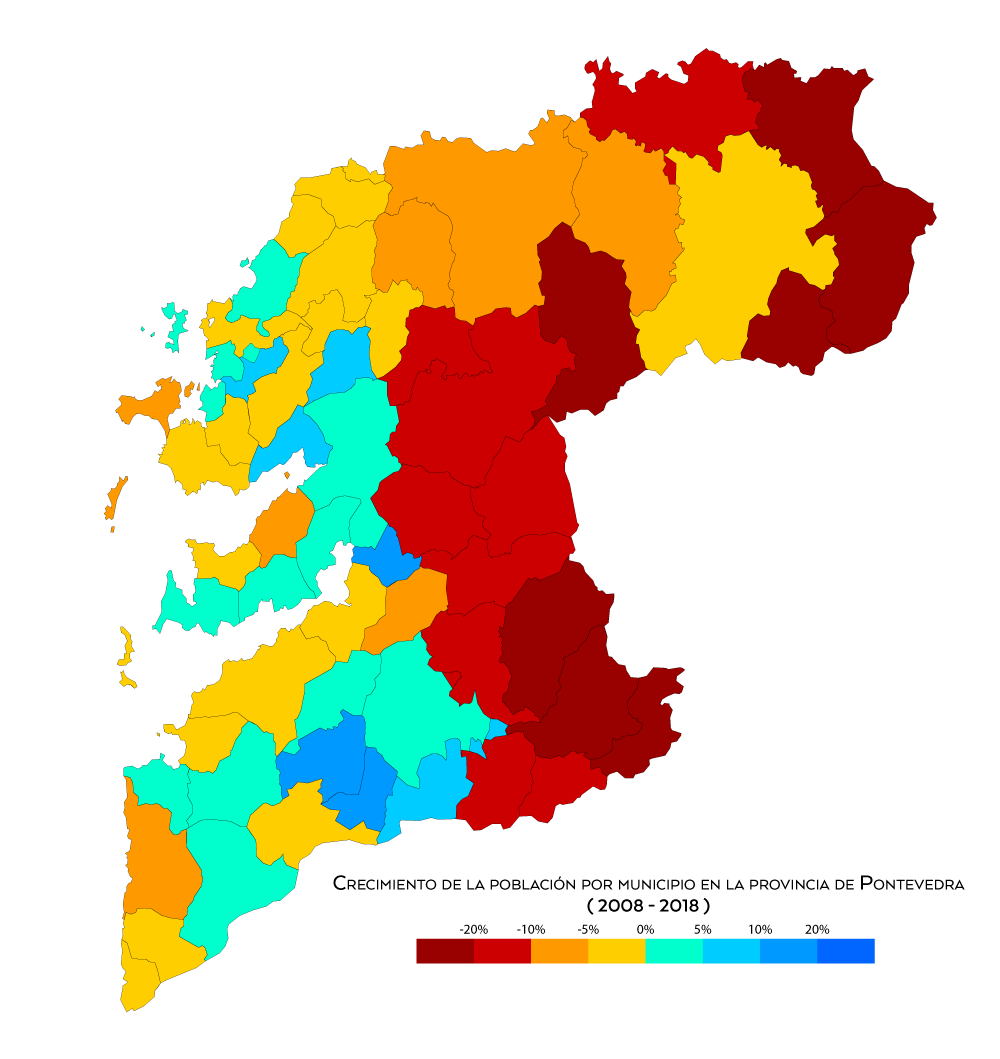
Crecimiento de la población entre 2008 y 2018